# Kanton Canisy
Der Kanton Canisy war seit 1790 bis 2015 ein französischer Wahlkreis im Arrondissement Saint-Lô, im Département Manche und in der Region Normandie; sein Hauptort war Canisy.
Der Kanton umfasste Wahlberechtigte aus folgenden elf Gemeinden:
| Gemeinde                   | Einwohner Jahr | Fläche km² | Bevölkerungsdichte | Code INSEE | Postleitzahl |
| -------------------------- | -------------- | ---------- | ------------------ | ---------- | ------------ |
| Canisy                     | 1042 (2013)    | –          | – Einw./km²        | 50095      | 50750        |
| Dangy                      | 649 (2013)     | –          | – Einw./km²        | 50159      | 50750        |
| Gourfaleur                 | 470 (2013)     | –          | – Einw./km²        | 50213      | 50750        |
| La Mancellière-sur-Vire    | 497 (2013)     | –          | – Einw./km²        | 50287      | 50750        |
| Le Mesnil-Herman           | 147 (2013)     | –          | – Einw./km²        | 50313      | 50750        |
| Quibou                     | 929 (2013)     | –          | – Einw./km²        | 50420      | 50750        |
| Saint-Ébremond-de-Bonfossé | 757 (2013)     | –          | – Einw./km²        | 50465      | 50750        |
| Saint-Martin-de-Bonfossé   | 535 (2013)     | –          | – Einw./km²        | 50512      | 50750        |
| Saint-Romphaire            | 745 (2013)     | –          | – Einw./km²        | 50545      | 50750        |
| Bourgvallées               | 2591 (2013)    | –          | – Einw./km²        | 50546      | 50750        |
| Soulles                    | 504 (2013)     | –          | – Einw./km²        | 50581      | 50750        |